# Santa Cruz (Praia da Vitória)
Santa Cruz ist eine (Freguesia) im portugiesischen Município (Portugal) Praia da Vitória. In ihr leben 5956 Einwohner (Stand 19. April 2021).Santa Cruz ist eine Freguesia auf der portugiesischen Azoreninsel Terceira. Die Fläche beträgt 30,09 km².

## Geschichte
Bereits zu Beginn der Insel war Paria das Zentrum des Insel, hier hatte der erste Capitão do Donatário, Jácome de Bruges, seinen Sitz. 1480 wurde Paria unter Capitão do Donatário Alvaro Martins Homern zur Kleinstadt (Vila) mit den entsprechenden Rechten und Privilegien, erhoben dies trug maßgeblich zur Wachstum von Wirtschaft und Wohlstand ab dem 15. Jahrhundert bei.
Im Jahr 1582 ging António von Crato der Großproir von Crato des Hospitaliterorden in Praia an Land, da er hier den Streitigkeiten, die er mit Philipp II. von Spanien hatte, entgehen wollte und die Azoren ihm nach einer Serie von Niederlagen als einzige Machtbasis in Portugal verbleiben war. Er wurde von den Bewohnern der Azoren mit Jubel empfangen. Als die Personalunion der spanischen und der portugiesischen Krone zu Ende war, proklamierte Francisco Ornelas da Câmara am 24. März 1641 im Innenhof der Pfarrkirche Johann IV. aus dem Hause Braganza zum König von Portugal, die Bevölkerung unterstütze den neuen König und beendete auch hier die spanische Vorherrschaft.
Während des Miguelistenkrieg waren die Bürger von Paria auf der seite der Liberalen, als am 11. August 1829 eine miguelistische Flotte mit 21 Schiffen vor der Insel erscheint und Truppen an Land gingen leisteten die Bewohner der Insel erheblichen Widerstand und konnten die miguelistischen Truppen besiegen. Auf Veranlassung der Tochter des siegreichen Königs Peter IV. von Portugal, Donna Maria erhielt die Stadt den Titel „Victoria“ verliehen.
Die wirtschaftliche Bedeutung der Stadt wuchs im Laufe der Jahrzehnte und wurde durch das Erdbeben vom 18. Juni 1841 bei dem die Stadt vollständig zerstört wurde (Caída da Praia) nur kurzfristig unterbrochen.  Der Wiederaufbau wurde vor allem durch die Bemühungen von Silvestre Ribeiro energisch voran getrieben und die Wohnverhältnisse der Bevölkerung verbessert. Seitdem hat die Stadt eine fortschreitende Entwicklung erlebt, deren größtes Ausmaß mit dem Ankunft von Briten und Amerikanern im Zweiten Weltkrieg und dem Bau des Luftwaffenstützpunktes Lajes erreicht wurde.

## Geografie
Die Gemeinde Santa Cruz mit einer Fläche von 30,15 Quadratkilometern erstreckt sich von der Serra do Facho, von der aus man einen herrlichen Blick auf die Häuser von Praiense und den langen, sichelförmigen Strand hat, bis zum Südhang der Serra do Cume
Im historischen Zentrum haben sich trotz der Erdbeben zum Teil Jahrhundertealte Häuser erhalten die von hohem historischen und architektonischem Wert sind. Am Fuße der Serra do Facho befindet sich eine Küstenlagune die, trotz der Nähe des Stadtzentrums, mit ihrem Dünensystem ein wichtiges Nist- und Rückzugsgebiet für Vögel bildet, das Naturschutzgebiet wurde 2012 zu einem Ramsar-Gebiet von internationalem Interesse ernannt.
Die Gemeinde Santa Cruz hat ihren wirtschaftlichen Schwerpunkt im Handel und im Dienstleistungssektor.
Santa Rita liegt in der Serra de Santiago, dort befindet sich auch der Aussichtspunkt General Humberto Delgado von dort hat man ein hervorragenden Blick auf den Flugplatz Lajes und die gesamte Ramo Grande. Viele Bewohner wirtschaftlich direkt oder indirekt von der Flughafen Lajes abhängig.
Ähnliches gilt für Santa Luzia, der Hauptteil dieser Ortschaft erstreckt sich entlang der Straße 25 de Abril fast bis zum Flughafen als Wohngebiet.
Casa da Ribiere liegt an den Hängen der Serra do Cume, die landschaftlichen Gegebenheiten bieten werden hauptsächlich zum Anbau von Orangen genutzt, dieser Teilort verfügt aber auch über die größere Weideflächen.

## Persönlichkeiten mit Verbindung zu Santa Cruz
- Álvaro Martins, Seefahrer und 1. Captain-Donatário von Praia
- Francisco Ornelas da Câmara, azorischer Adliger und Politierk
- Vitorino Nemésio, Vitorino Nemésio zählt zu den bekanntesten Schriftstellern portugiesischen Schriftsteller des 20. Jahrhunderts. Der Dichter und Romancier schuf Werke wie "Mau Tempo no Canal", "Festa Redonda" und "Paço do Milhafre" er war auf der Moderator der seinerzeit erfolgreichsten Fernsehsendung "Se Bem Me Lembro", leider sind seine Werk bisher noch nicht ins Deutsche übersetzt worden.[5]

## Traditionen
Zu den traditionellen Festen gehören die Feiern der einzelnen Pfarreien, aber auch die Karnevalstänze und die bis zu 35 Stierkämpfe im Jahr gehören zu den traditionellen Veranstaltungen.